# یواس‌اس مارلین (اس‌اس-۲۰۵)
یواس‌اس مارلین (اس‌اس-۲۰۵) (به انگلیسی: USS Marlin (SS-205)) یک زیردریایی بود که طول آن ۲۳۸ فوت ۱۱ اینچ (۷۲٫۸۲ متر) بود. این زیردریایی در سال ۱۹۴۱ ساخته شد.